# 克特·克劳斯
克特·克劳斯（德語：Käthe Krauß，1906年11月29日—1970年1月9日），德国女子田径运动员，主攻短跑。她曾代表德国参加1936年夏季奥林匹克运动会田径比赛，获得女子100米铜牌。